# Scott Joplin (film)
Scott Joplin är en amerikansk biografisk film från 1977 i regi av Jeremy Kagan. Filmen är baserad på den amerikanska kompositören och pianisten Scott Joplins liv. I huvudrollerna ses Billy Dee Williams och Clifton Davis.

## Rollista i urval
- Billy Dee Williams - Scott Joplin
- Clifton Davis - Louis Chauvin
- Margaret Avery - Belle Joplin
- Eubie Blake - Will Williams
- Godfrey Cambridge - Tom Turpin
- Art Carney - John Stark